# 고산자로
고산자로(古山子路)는 서울특별시 성동구 성수대교북단에서 시작해 동대문구 제기동 고대앞삼거리에서 끝나는 왕복 6~7차선 도로이다. 이 도로의 총 연장은 6.2Km이다. 고산자(古山子)라는 이름은 조선시대 지리학자인 김정호의 호이며, 여기에서 도로 이름이 유래하였다.

## 역사
- 가로명 제정시 조선후기 지리학자인 김정호(金正浩)의 호를 따서 도로명을 붙였으며 안암로와 연결됨으로 인한 교통흐름의 변화로 인해 왕십리로터리 ~ 고대앞삼거리구간은 고산자로로, 고대앞삼거리 ~ 미아삼거리는 종암로로 변경되었다.
- 1966년 11월 26일 : ‘왕십리로타리(성동구 행당동 196)~마장교~홍릉~미아리(성북구 미아동 24)’ 구간을 고산로(古山路)로 지정[1]
- 2010년 3월 15일 : 2개 이상 시·도에 걸쳐 있는 도로로 고산자로를 고시[2]
- 2010년 4월 도로명통합으로 응봉로(2.43 km)와 기존고산자로구간(3.36 km),종암로 일부구간(100m)가 통합되어 5.8km가 되었다.

(응봉로는 기존 성수대교남단이 기점이여서 3.3km였으나 4월 도로명통합당시 성수대교북단으로 단축되고, 성수대교북단이남지역은 언주로와 통합되었다.)
- 2010년 8월 동대문구-성북구간의 도로명조정 착오로 인해 고산자로 80m가 종암로로 편입되었고 현재의 5.72km의 고산자로에 이른다.

## 경유지
서울특별시
- 성동구 - 동대문구

## 노선
| 이름                           | 접속 노선                                                     | 소재지        | 소재지        | 비고                                       |
| 언주로와 직결                  | 언주로와 직결                                                 | 언주로와 직결 | 언주로와 직결 | 언주로와 직결                              |
| ------------------------------ | ------------------------------------------------------------- | ------------- | ------------- | ------------------------------------------ |
| 성수대교                       |                                                               | 서울특별시    | 성동구        |                                            |
| 성수대교북단 나들목            | 국도 제46호선 국가지원지방도 제23호선 (강변북로) 동부간선도로 | 서울특별시    | 성동구        |                                            |
| 성수대교북단 교차로            | 뚝섬로                                                        | 서울특별시    | 성동구        |                                            |
| 응봉교 교차로 (응봉지하차도)   | 동부간선도로 광나루로                                         | 서울특별시    | 성동구        | 응봉지하차도 이용해 동부간선도로 진입 가능 |
| 응봉교                         |                                                               | 서울특별시    | 성동구        | 구 성수교                                  |
| 응봉역                         |                                                               | 서울특별시    | 성동구        |                                            |
| 응봉사거리                     | 독서당로 고산자로4길                                          | 서울특별시    | 성동구        |                                            |
| 무학여고앞 교차로              | 행당로 고산자로10길                                           | 서울특별시    | 성동구        |                                            |
| 왕십리역 교차로 (성동지하차도) | 왕십리로 왕십리광장로                                         | 서울특별시    | 성동구        |                                            |
| 성동구청                       |                                                               | 서울특별시    | 성동구        |                                            |
| 도선사거리                     | 마장로                                                        | 서울특별시    | 성동구        |                                            |
| 서울시설공단 교차로 (고산자교) | 청계천로 살곶이길                                             | 서울특별시    | 성동구        |                                            |
| 동대문구청 교차로 (용두역)     | 천호대로                                                      | 서울특별시    | 동대문구      |                                            |
| 경동시장사거리                 | 국도 제6호선 (왕산로)                                         | 서울특별시    | 동대문구      |                                            |
| 경동시장                       |                                                               | 서울특별시    | 동대문구      |                                            |
| 제기사거리                     | 약령시로                                                      | 서울특별시    | 동대문구      |                                            |
| 홍파초교 교차로                | 제기로                                                        | 서울특별시    | 동대문구      |                                            |
| 제2제기교                      | 고산자로58길 고산자로60길 제기로7길 제기로9길                 | 서울특별시    | 동대문구      |                                            |
| 고려대삼거리 (고려대역 교차로) | 종암로 안암로                                                 | 서울특별시    | 동대문구      |                                            |
| 종암로와 직결                  |                                                               |               |               |                                            |

## 주요 건물 및 시설
- 응봉역 (서울특별시 성동구 고산자로 123)
- 무학여자고등학교 (서울특별시 성동구 고산자로 197)
- 왕십리119안전센터 (서울특별시 성동구 고산자로 249)
- 서울특별시립 성동청소년센터 (서울특별시 성동구 고산자로 260)
- 성동구청 (서울특별시 성동구 고산자로 270)
- 성동광진교육지원청 (서울특별시 성동구 고산자로 280)
- 마장동우체국 (서울특별시 성동구 고산자로 352)
- 제기동우체국 (서울특별시 동대문구 고산자로 476)
- 서울홍파초등학교 (서울특별시 동대문구 고산자로 518)